# Serhij Rożok
Serhij Wołodymyrowycz Rożok, ukr. Сергій Володимирович Рожок (ur. 25 kwietnia 1985 w Sławutyczu, zm. 24 stycznia 2024) – ukraiński piłkarz, grający na pozycji pomocnika, a wcześniej napastnika. Uczestnik walk podczas rosyjskiej inwazji na Ukrainę, zginął w ich trakcie.

## Kariera piłkarska

### Kariera klubowa
Wychowanek DJuSSz Sławutycz oraz Dynama Kijów, barwy których bronił w juniorskich mistrzostwach Ukrainy (DJuFL). Karierę piłkarską rozpoczął 25 marca 2001 w składzie Dynamo-3 Kijów. W 2005-2006 został wypożyczony do Tawrii Symferopol, Zakarpattia Użhorod oraz CSKA Kijów. Na początku 2007 został piłkarzem FK Charków, ale już latem powrócił do CSKA. Potem występował w Desnie Czernihów. Latem 2008 przeszedł do Obołoni Kijów. W maju 2010 jako wolny agent podpisał 3-letni kontrakt z klubem Krywbas Krzywy Róg. 18 czerwca 2011 przeszedł do Czornomorca Odessa. Po wygaśnięciu kontraktu w końcu grudnia 2011 opuścił odeski klub, po czym wyjechał do Białorusi, gdzie został piłkarzem FK Mińsk. 30 stycznia 2014 podpisał kontrakt z Zirką Kirowohrad. W marcu 2015 powrócił do Białorusi, gdzie zasilił skład Biełszyna Bobrujsk. 28 lipca 2016 przeniósł się do Niomana Grodno. W końcu grudnia 2016 podpisał kontrakt z FK Witebsk. 3 sierpnia 2017 przeniósł się do FK Homel. 6 grudnia 2017 opuścił homelski klub.

### Kariera reprezentacyjna
Debiutował w reprezentacji Ukrainy U-17. Na juniorskich Mistrzostwach Europy U-19 rozgrywanych w 2004 roku w Szwajcarii występował w reprezentacji Ukrainy. Następnie bronił barw reprezentacji Ukrainy U-20 na Mistrzostwach świata U-20.

## Sukcesy i odznaczenia

### Sukcesy klubowe
- wicemistrz Pierwszej lihi Ukrainy: 2009
- zdobywca Pucharu Białorusi: 2013
- finalista Pucharu Białorusi: 2012

### Sukcesy reprezentacyjne
- brązowy medalista Europy U-19: 2004
- uczestnik turnieju finałowego Mistrzostw świata U-20: 2005